# アブドゥルハーディー・ハミース
アブドゥルハーディー・ハミース（アラビア語: عبدالهادي خميس、Abdulhadi Khamis、1990年12月19日-）は、クウェートのプロサッカー選手。クウェート・プレミアリーグのアル・クウェートSCに所属するFW。サッカークウェート代表。
日本語では「アブドゥルハディ・ハミス」と表記されることがある。

## 来歴

### クラブ
アル・クウェート所属としてAFCカップ2012、2013、クウェートプレミアリーグ2012-2013などで優勝。AFCカップ2012では決勝での1ゴールを含む計6得点を記録、AFCカップ2013では準決勝第2戦でゴールを決めている。

### 代表
アラブカップ2012、西アジアサッカー選手権2012、ガルフカップ2013などに出場。ガルフカップ2013では、3位決定戦でハットトリックを記録した。